# Saïd Achmet de Bambao
Saïd Achmet dit Mougné M’Kou (né vers 1793 et mort vers 1875) a été sultan de Bambao. Il a contrôlé jusqu'à cinq des douze sultanats de l'île de Grande Comore. Il a marié une de ses filles à Saidi Omar d'Anjouan. Il a défendu le parti de la France, face au parti zanzibarite sous influence de la Grande-Bretagne
Fils d'un réfugié de l'île de Paté, il grandit en exil à Anjouan. Il épouse la fille du sultan anjouanais Alaoui Ier. Il retourne en Grande Comore lorsque sa tante maternelle devient sultane de Bambao. En se servant de sa fortune, il renverse le sultan Bamba Ouma, et devient sultan en vertu de la matrilinéarité des transmissions de patrimoine dans la culture des Comores. Il soumit d'abord le Sultan du Bagdin puis celui d'Itsandra en y plaçant le Prince Boina un de ses beaux-pères. Mais le Prince Fey Foumou , ancien sultan d'Itsandra et Tibé de Grande Comore, réussit à convaincre son beau-père de se retourner contre lui et ils le battirent. Avec l'aide que Abdallah II d'Anjouan, il se libère et reprend le sultanat de Bambao. Il fait soumission au nouveau Tibé, sultan d'Itsandra Boina Foumou vers 1830. Il se rend à Anjouan en 1833 où il se marie. Il effectue ensuite un pèlerinage à la Mecque.
Fey Foumou reprend les hostilités avec l'aide de Malgaches et reprend le sultanat d'Itsandra et celui de Bambao. En compensation, Fey Foumou lui offre le petit sultanat de Oichili. Et lorsque Boina Foumou tente de reprendre le pouvoir, Mougné M'kou reste loyal à Fey Foumou. Boina remporte pourtant la victoire, et finit par rendre, un an plus tard, le sultanat de Bambao à Mougné M'kou. Vers 1840, Fey Foumou retrouve de nouveau son trône par la force et laisse le pouvoir à son fils Foumbavou.
Se sentant en position de faiblesse en 1844, avec l'aide de son gendre Saidi Omar d'Anjouan, il négocie avec la France un protectorat. En 1846, bien que la France n'ait pas répondu à ses demandes, il attaque le tibé Foumbavou et subit une défaite, si bien qu'il doit se réfugier à Mitsamiouli. En 1852, il reconquiert Isandra, mais la France ne veut toujours pas l'aider. Le prince Moussa prend Isandra en 1861 et de 1867 à 1873, de continuelles escarmouches ont lieu. En 1873, Moussa le capture et l'emprisonne. Avant de mourir, il parvient à envoyer à Mayotte un courrier instituant son petit-fils Said Ali bin Said Omar comme son légataire universel.